# John Klings Abenteuer
John Klings Abenteuer ist der Titel einer auf einer Romanserie beruhenden deutschen Fernsehserie. Die halbstündigen Folgen liefen 1965/66 (1. Staffel, 13 Folgen) und 1969/70 (2. Staffel, 13 weitere Folgen) jeweils mittwochs im ZDF-Vorabendprogramm. Sie wurden produziert in den Atelierbetrieben Hamburg-Bendestorf und CCC-Studios Berlin. Gedreht wurde in Schwarz-Weiß.

## Handlung
John Kling und Jones Burte, gespielt von Hellmut Lange und Uwe Friedrichsen, bildeten ein Agentenpaar, das auch die gefährlichsten Aufträge rund um den Erdball übernahm. Am Beginn jeder Folge geschah die Tat, dann lief der Vorspann mit Serientitel und Folgentitel ab. Anschließend saßen die beiden Protagonisten im Büro irgendeines Polizei- oder Geheimdienstchefs, der sich mit den Worten an sie wandte: „Ich habe einen Auftrag für Sie, John Kling...“
Die beiden hatten so weltweit spannende und auch gefährliche Fälle zu lösen, etwa im (kommunistischen) Ungarn den mysteriösen Tod eines Funktionärs aufzuklären (Folge 3: Der Fall Pünköschky), in Italien einen Bankräuber zu verhaften (Folge 4: Der Täter ist bekannt) oder in Deutschland einen arabischen Monarchen vor einem Mordanschlag zu schützen (Folge 8: Das Attentat).
Manche Orte der Geschehnisse wurden gar nicht erst genannt oder waren frei erfunden, z. B. das arabische Land Sabrien. Während die Außenaufnahmen der ersten Staffel rund um den Produktionsort Bendestorf (Landkreis Harburg) und in Hamburg stattfanden, wurde die zweite Staffel in Berlin (z. B. am U-Bahnhof Dahlem-Dorf) und teilweise im damaligen Jugoslawien gedreht (z. B. im heute slowenischen Piran).
John Klings Abenteuer basierten auf der langjährigen Romanreihe, deren erste Ausgabe 1926 veröffentlicht wurde.  Die Autoren waren Heinz Krafft, Paul Pitt, Max Wing, Hermann Falk.
Die Basis einer Romanreihe verband sie mit der ähnlich strukturierten Serie Percy Stuart, mit der sie sich zudem alternierend den Sendeplatz teilte.

## Episodenliste

### Staffel 1
| Nr. (ges.) | Nr. (St.) | Originaltitel                | Erstausstrahlung D | Regie             | Drehbuch           |
| ---------- | --------- | ---------------------------- | ------------------ | ----------------- | ------------------ |
| 1          | 1         | Nachtexpress                 | 13. Okt. 1965      | Hans-Georg Thiemt | Karl Heinz Zeitler |
| 2          | 2         | Der Mann im Koffer           | 20. Okt. 1965      | Kurt Ulrich       | Karl Heinz Zeitler |
| 3          | 3         | Der Fall Pünköschky          | 27. Okt. 1965      | Franz Marischka   | Karl Heinz Zeitler |
| 4          | 4         | Der Täter ist bekannt        | 3. Nov. 1965       | Franz Marischka   | Karl Heinz Zeitler |
| 5          | 5         | Vierundzwanzig Stunden Frist | 10. Nov. 1965      | Franz Marischka   | Karl Heinz Zeitler |
| 6          | 6         | Schnee aus Frankreich        | 24. Nov. 1965      | Hans-Georg Thiemt | Karl Heinz Zeitler |
| 7          | 7         | Gefährliches Souvenir        | 1. Dez. 1965       | Kurt Ulrich       | Karl Heinz Zeitler |
| 8          | 8         | Das Attentat                 | 8. Dez. 1965       | Kurt Ulrich       | Karl Heinz Zeitler |
| 9          | 9         | Jagd auf die Katzenbande     | 15. Dez. 1965      | Kurt Ulrich       | Karl Heinz Zeitler |
| 10         | 10        | In geheimer Mission          | 22. Dez. 1965      | Hans-Georg Thiemt | Karl Heinz Zeitler |
| 11         | 11        | Blüten                       | 29. Dez. 1965      | Franz Marischka   | Karl Heinz Zeitler |
| 12         | 12        | Die Kunstsammler             | 5. Jan. 1966       | Franz Marischka   | Karl Heinz Zeitler |
| 13         | 13        | Goldfische                   | 12. Jan. 1966      | Hans-Georg Thiemt | Karl Heinz Zeitler |

### Staffel 2
| Nr. (ges.) | Nr. (St.) | Originaltitel              | Erstausstrahlung D | Regie             | Drehbuch           |
| ---------- | --------- | -------------------------- | ------------------ | ----------------- | ------------------ |
| 14         | 1         | Geschäftsfreunde           | 17. Dez. 1969      | -                 | Karl Heinz Zeitler |
| 15         | 2         | Grüße aus dem Jenseits     | 31. Dez. 1969      | -                 | Karl Heinz Zeitler |
| 16         | 3         | Der Partisan               | 7. Jan. 1970       | Hans-Georg Thiemt | Rolf Honold        |
| 17         | 4         | Der Todeskandidat          | 14. Jan. 1970      | -                 | -                  |
| 18         | 5         | Das zweite Leben           | 21. Jan. 1970      | -                 | -                  |
| 19         | 6         | Auftrag wider Willen       | 28. Jan. 1970      | -                 | -                  |
| 20         | 7         | Der Tod in falschen Händen | 4. Feb. 1970       | -                 | -                  |
| 21         | 8         | Alpha Vier                 | 11. Feb. 1970      | Hans-Georg Thiemt | Rolf Honold        |
| 22         | 9         | Die Seton-Story            | 18. Feb. 1970      | -                 | -                  |
| 23         | 10        | Der Urlaub mit Renate      | 25. Feb. 1970      | -                 | -                  |
| 24         | 11        | Puppenspiele               | 4. März 1970       | -                 | -                  |
| 25         | 12        | Der blinde Hai             | 11. März 1970      | -                 | -                  |
| 26         | 13        | Eine Braut für Mr. Burte   | 18. März 1970      | -                 | -                  |

## Gastauftritte
In den einzelnen Episoden war eine Vielzahl von Film- und Fernsehschauspielern zu sehen, zu denen Karl-Ulrich Meves, Claus Wilcke, Lothar Grützner, Marianne Wischmann, Franz Rudnick, Hans W. Hamacher, Ilse Pagé, Otto Sander, Gytta Schubert, Rolf Marnitz, Robert Dietl oder Horst Poenichen gehören.

## Rezensionen
„Die Reihe, die wohl im Fahrwasser des deutschen Krimifiebers im Kino (Wallace) und Fernsehen (Durbridge) entstand, bleibt spannungsmäßig und qualitativ allerdings hinter ARD-Konkurrenzproduktionen wie „Kommissar Freytag“ mit Konrad Georg oder „Die seltsamen Methoden des Franz Josef Wanninger“ mit Beppo Brem. In Gastrollen sieht man kaum bekannte Gesichter.“